# Ice World
Die Ice World  war das bisher einzige Eisskulpturenfestival Deutschlands.
Ähnlich wie dies bei dem Schwesterprojekt Sand World mit Sand geschah, wurden hier die Figuren aus großen Eis- und Schneeblöcken geschnitzt und mit Motorsäge und Meißel bearbeitet. Für das Verkleben einzelner Ansatzstellen kamen auch Bügeleisen zum Einsatz. Die Schnee- und Eismassen wurden eigens für die Ice World hergestellt und aus West-Flandern in die Hansestadt Lübeck gebracht. Presseberichten zufolge war die Ice World 2006/2007 aus wirtschaftlichen Gründen voraussichtlich die letzte Veranstaltung dieser Art in Lübeck. Ob es in Zukunft zu einer Neuauflage des Festivals kommen wird, ist unklar.

## Ice World 2003 – Die Bibel
Die erste Ice World fand vom 12. Dezember 2003 bis zum 1. Februar 2004 in Lübeck statt. Veranstaltungsort war ein thermisches Zelt vor dem Holstentor mit einer Innentemperatur von −10 °C. Es arbeiteten 35 Künstler aus den Niederlanden, Kanada, den USA, Venezuela, Frankreich, Finnland, Estland, Tschechien und Russland rund 5 Wochen an den Eisskulpturen.

## Ice World 2004 – Phantasie in Eis
Die zweite Ice World fand offiziell vom 10. Dezember 2004 bis zum 23. Januar 2005 statt, wurde jedoch bis zum 30. Januar 2005 verlängert. Im Rahmen der Ice World 2004 wurde vom 7. bis 9. Dezember die Weltmeisterschaft der Eiskünstler erstmals in Deutschland ausgetragen. Es traten 15 Nationen-Teams mit je zwei Eisskulpteuren gegeneinander an, Sieger wurde Japan.

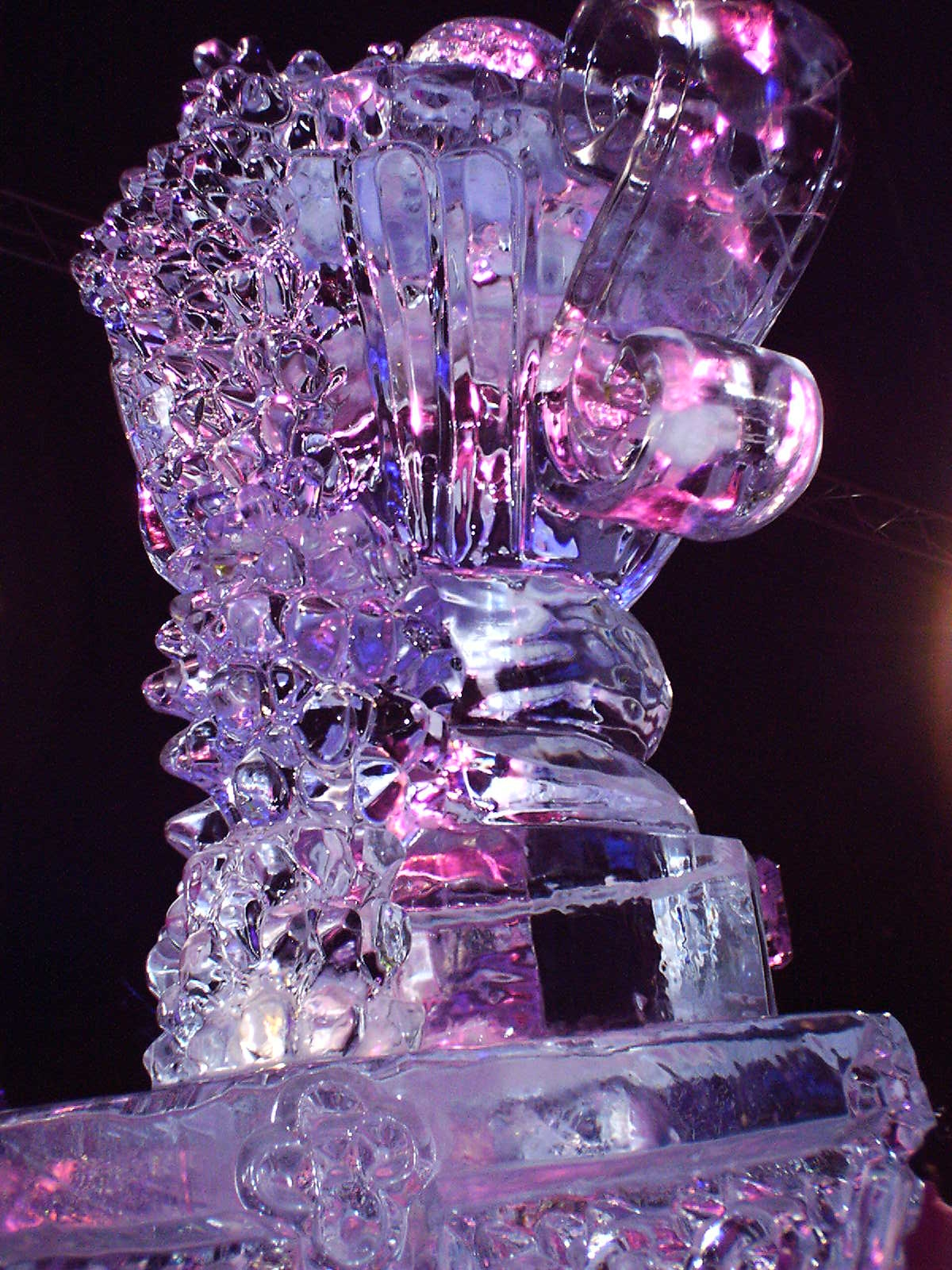
Ice World

## Ice World 2005 – Königreich der Tiere
Die dritte Ice World fand vom 9. Dezember 2005 bis 29. Januar 2006 am neuen Standort bei den Media Docks auf der Wallhalbinsel an der Trave statt. Unter dem Motto „Königreich der Tiere“ wurde der Vorplatz der Media Docks auf der nördlichen Wallhalbinsel im Lübecker Hansahafen in eine glitzernde Winterlandschaft verwandelt. Vor der Kulisse der Lübecker Altstadt bot die Ice World eine Zeitreise von der prähistorischen Welt der Dinosaurier, Mammuts und Säbelzahntiger vor 200 Millionen Jahren bis in die heutige Zeit. Polarkreis, Urwald und Unterwasserwelt – die Ice World 2005 zeigte das Tierreich in all seinen Lebensräumen. Auch die astrologischen Tierkreiszeichen und Sternenbilder wurden aus Eis dargestellt.

## Ice World 2006 – Ice Age2 – Jetzt taut's
Das 4. Eisskulpturenfestival fand vom 8. Dezember 2006 bis zum 28. Januar 2007 statt. Das Motto lautete: „Ice Age2 – Jetzt taut's“.

## Motto
- 2003 „Die Bibel“
- 2004 „Phantasie in Eis“
- 2005 „Königreich der Tiere“
- 2006 „Ice Age 2 – Jetzt taut's“

## Fakten
|                               | 2003        | 2004        | 2005       | 2006        |
| ----------------------------- | ----------- | ----------- | ---------- | ----------- |
| Besucherzahl                  | ca. 250.000 | ca. 180.000 | ?          | ca. 120.000 |
| Anzahl Künstler               | 35          | 26          | 45         | 44          |
| Ausstellungsfläche (m²)       | 1.350       | 1.750       | 1.200      | 800         |
| Eisblöcke (2 m × 1 m × 0,5 m) | 140         | ?           | ?          | ?           |
| Skulpturenhöhe                | Bis zu 8 m  | Bis zu 6 m  | Bis zu 6 m | Bis zu 6 m  |
| Aufbauzeit                    | 5 Wochen    | 4 Wochen    | 3 Wochen   | 5 Wochen    |
| Schneemenge                   | 200 t       | ?           | 150 t      | 200 m³      |
| Eismenge                      | 350 t       | 440 t       | 350 t      | 150 t       |